# Ideobisium chapmani
Ideobisium chapmani är en spindeldjursart som beskrevs av William B. Muchmore 1982. Ideobisium chapmani ingår i släktet Ideobisium och familjen spinnklokrypare. Inga underarter finns listade i Catalogue of Life.